# John Pudenz
John Pudenz es un deportista alemán que compitió para la RFA en vela en la clase 470. Ganó una medalla de bronce en el Campeonato Mundial de 470 de 1978.

## Palmarés internacional
| Campeonato Mundial | Campeonato Mundial | Campeonato Mundial | Campeonato Mundial |
| Año                | Lugar              | Medalla            | Clase              |
| ------------------ | ------------------ | ------------------ | ------------------ |
| 1978               | Marstrand (Suecia) | Medalla de bronce  | 470                |